# Myriam El Koukho
Myriam El Koukho, née le 21 avril 1991 à Lille, est une gymnaste artistique marocaine.

## Carrière
Aux Championnats d'Afrique de gymnastique artistique 2014, Myriam El Koukho est médaillée de bronze par équipes et aux barres asymétriques,.